# Tongcshimi
A tongcshimi  (hangul: 동치미, RR: dongchimi) a koreai kimcshi (kimchi) egy változata, mely lédúsabb, kevésbé csípős, és kissé édes. Főképp télen fogyasztják, a neve is innen ered (동, tong (dong), tél). Hasonlít a nabak kmcshi (nabak kimchi)hez, szintén daikon retekből készül, de ehhez nem használnak őrölt piros csilipaprikát, viszont tesznek bele koreai körtét (배, pe (bae); Pyrus pyrifolia).
Készülhet kínai kelből is, ezt a változatot pecshu tongcshimi (bachu dongchimi)nek (배추동치미) nevezik.